# 文尼察州
文尼察州（羅馬化：Vinnytska oblast）是烏克蘭西南部的一個州，於1932年2月27日建立。與摩爾多瓦接壤。面積26,513平方公里，人口数量为1,529,123人（2021年估计）。首府文尼察。

## 行政区划
2020年7月18日乌克兰行政区划改革后，文尼察州划分为6个区，每个区再划分为若干市镇。六个区为：
- 海辛區
- 赫米利尼克區
- 莫希利夫-波迪利斯基区
- 圖利欽區
- 文尼察區
- 日梅林卡區

2020年7月前，文尼察州划分为27个区和6个州辖市。